# Puerto Rico Open 1977
Il Puerto Rico Open 1977 è stato un torneo di tennis giocato sul cemento. È stata la 3ª edizione del torneo, che fa parte del WTA Tour 1977. Si è giocato a San Juan, in Porto Rico, dal 24 al 30 ottobre 1977.

## Campionesse

### Singolare
Billie Jean King ha battuto in finale  Janet Newberry con il punteggio di 6–1, 6–3

### Doppio
Rosie Casals /  Billie Jean King hanno battuto in finale  Delina Ann Boshoff /  Ilana Kloss con il punteggio di 4–6, 6–2, 6–3